# Canajoharie
Canajoharie (Kă-nă-'djo’-'ha-'re', it, the kettle, is fixed on the end of it), jedno od sela Mohawk Indijanaca, poznato i kao Upper Mohawk Castle, nekad smješteno na istočnoj obali Otsquago Creeka, nasuprot Fort Plaina, u okrugu Montgomery u New Yorku. Pripadnici zajednice iz ovoga sela živjeli su i nešto uzvodnije i nizvodnije na obje obale Mohawka. Stariji naziv za njega bio je i Middle Mohawk Castle.
Kod ranih autora nazivan je još brojnim sličnim imenima: Canajora (Parkman, 1883), Upper Castle (Colden, 1727), Kanajoharry (Hawley, 1794), Ganajohhore (Boyer, 1710), Conojahary (1753), Chonoghoheere (Wraxall, 1754), Cänájohä (Morgan, 1851), i slično. Na mjestu sela danas se nalazi gradić Canajoharie.

## Vanjske poveznice
- Indian Castle Background and Overview  Arhivirana inačica izvorne stranice od 28. studenoga 2006. (Wayback Machine)